# José Diogo
José Diogo Macedo (Alenquer, 17 luglio 1993) è un hockeista su pista portoghese.

## Palmarès

### Club

#### Competizioni nazionali
- Supercoppa del Portogallo: 1

Sporting CP: 2015
- Elite Cup: 2

Sporting CP: 2016, 2018
- Campionato portoghese: 2

Sporting CP: 2017-2018, 2020-2021

#### Competizioni internazionali
- Coppa CERS/WSE: 1

Sporting CP: 2014-2015
- CERH European League: 2

Sporting CP: 2018-2019, 2020-2021
- Supercoppa d'Europa/Coppa Continentale: 2

Sporting CP: 2019-2020, 2021-2022